# Isla del Este (Crozet)
La isla del Este (en francés: Île de l'Est) es una isla enclavada dentro del archipiélago de las Crozet, en el océano Índico subantártico. Pertenece a Francia. Situada a 18 kilómetros de la vecina isla de la Posesión, es la segunda mayor isla del archipiélago con sus 130 kilómetros cuadrados, solo por detrás de su vecina isla de la Posesión con 150 kilómetros cuadrados. Su mayor altitud es el monte Marion-Dufresne, de 1050 metros de altitud, a su vez mayor altura de todo el archipiélago.

## Actividad volcánica
La isla del Este es la reliquia de un pasado volcánico fuertemente erosionado por los glaciares cuaternarios. El primer reconocimiento sobre el vulcanismo de la isla fue efectuado en diciembre de 1975 y enero de 1976 por Jean Lameyre y Jacques Nougier.
El centro volcánico coincide con el centro de la isla. Su corazón está caracterizado por brechas y diques en un ambiente de rocas metamórficas y plutónicas del Mioceno, hace 8,75 millones de años. Todo esto constituye la Fase 1.
En discordancia, por encima de los mil metros (Fases 2 y 3) reposan aglomerados, característicos de los montes Duclesmeur y Lesquin. La Fase 3 se estima que tuvo lugar hace 1 millón de años (Pleistoceno), por las emisiones de lavas basálticas.
La última actividad volcánica (Fase 4) se caracterizó por conos como los del monte Marion, de tipo estromboliano. Se estima que tuvo lugar hace 200 000 años y, como fecha límite, hace al menos 5500 años, lo cual significa que fue contemporáneo o posterior a la gran glaciación que cubrió la isla. Esta glaciación cubrió los diques y las fallas, modelando los valles abruptos y las laderas de los montes a través de una gran erosión.
Actualmente los volcanes de la isla son potencionalmente activos, pero en un grado menor que la isla de la Posesión o la isla de los Cerdos.

## Fauna y flora
Ésta es una de las pocas islas australes no contaminadas aún por ratas, conejos o semejantes. Conserva una fauna única digna de ser preservada.

## Historia
La isla fue descubierta el 24 de enero de 1772 por el explorador francés Nicolas Thomas Marion-Dufresne. En un principio la isla fue llamada Île Aride (Isla Árida), y posteriormente, en 1825, Île Chabrol.
A la isla han llegado navegantes de Gran Bretaña, Nueva Inglaterra y Francia. La incidencia más conocida es el naufragio de Guillaume Lesquin el 29 de julio de 1825, a sus 22 años, que llegó a la isla con otras 6 personas y un reducido equipaje. Fueron salvados el 6 de enero de 1827 por el navío británico Cape Pucket, volviendo a Francia el 7 de mayo del mismo año. Esta historia fue publicada en 1998 por Editions de la Dyle junto a otras dos semejantes.
La isla está actualmente deshabitada.